# 六徳
六徳（りっとく）は、10-19（1000京分の1）であることを示す漢字文化圏における数の単位である。刹那の1/10、虚空の10倍に当たる。国際単位系では0.1アトまたは100ゼプトに相当する。
朱世傑『算学啓蒙』（値が異なる）や程大位『算法統宗』に見えるが、現実には使われない。
なお、六徳という言葉は本来「人の守るべき六種の徳目」などを表す。仏教語としては「ろくとく」と言い、「薄伽梵(世尊)」という語に6つの意味があるという『仏地経論』に見える説を指す。なぜ小数の名になったかは不明。
6つの徳。知・仁・聖・義・忠・和。